# Јаков Мрвица
Јаков Мрвица (Yaakov Zeljko Mrvica; рођен као Жељко Мрвица, Земун, 14. октобар 1978 — Газа, 11. мај 2004) је био наредник Израелских одбрамбених снага.

## Биографија
Рођен је 14. октобра 1978. године у Земуну, као Жељко Мрвица. Његов отац је радио у трговачкој морнарици, а мајка Ружица је била архитекта. Остао је без оца као десетогодишњак, па се са мајком и сестром преселио у Нови Сад, где је завршио тренерску школу и активно се бавио различитим спортовима, од веслања, кошарке, роњења, планинарења, бокса до џудоа. Освајао је награде на републичким и савезним такмичењима у џудоу. Војни рок је одслужио у Бачкој Тополи.
Јеврејско порекло мајке је утицало на њега да у фебруару 2002. године одсели у Израел. Прво је радио као џудо тренер и користио је то време да научи хебрејски језик, како би ступио у службу Израелских одбрамбених снага.
Постао је припадник ИДФ-а и добио чин наредника. У војсци је упознао своју девојку Маајан Ход, са којом је планирао брак и породицу након напуштања војне службе
Погинуо је 11. маја 2004. године код Газе, када је његово борбено возило налетело на нагазну мину коју су поставили припадници Хамаса. Сахрањен је 20. маја на Јеврејском гробљу у Новом Саду, на молбу породице. Његов ковчег је био прекривен заставом Израела, а сахрани су присуствовали представници амбасаде Израела у Србији и Црној Гори, делегација Израелских одбрамбених снага и два пуковника Војске Србије и Црне Горе.
У октобру 2004. године, Јаков Мрвица је требало да иде у Уједињено Краљевство, где би прикупљао новац на непрофитну организацију која брине о израелским војницима без породице и обезбеђује им смештај.

## Споменик
Његова девојка Маајан Ход је дизајнирала и водила пројекат подизања споменика Јакову у Израелу. Споменик је израђен у облику Давидове звезде као симбол повезаности Јакова Мрвице са Израелом и јеврејским народом, а израђен је од јерусалимског камена што указује на његову љубав према Јерусалиму. Делови црног гвожђа симболизују страхоте рата.
Овај споменик окупља бројне поштоваоце Јакова Мрвице, укључујући и туристе из Србије. Припадници Израелских одбрамбених снага обилазе овај споменик као замену за његов гроб у Израелу. Споменик обилазе два пута годишње - на Дан сећања на погинуле војнике у ратовима Израела и жртве терористичких акција (Yom HaZikaron), као и на дан његове погибије.